# Coenocalpe
Coenocalpe is een geslacht van vlinders van de familie spanners (Geometridae).

## Soorten
- C. lapidata (Hübner, 1809)
- C. millierata (Staudinger, 1901)